# Placar
La revue Placar (Revista Placar en portugais) est l'un des principaux magazines sportifs brésiliens.
Son premier numéro fut édité le 20 mars 1970. À l'origine hebdomadaire, le magazine est passé à une périodicité mensuelle. Il se consacre aujourd'hui uniquement au football. Il est dirigé par Sérgio Xavier Filho (directeur de la rédaction) et Arnaldo Ribeiro (éditeur).
Placar décerne tous les ans des récompenses, la Bola de Ouro et les Bolas de Prata (« ballon d'or » et « ballons d'argent » brésiliens en français), aux meilleurs footballeurs brésiliens évoluant dans le championnat du Brésil de football.